# شب‌بوی زرد بالارو
شب‌بوی زرد بالارو (نام علمی: Dactylicapnos) نام یک سرده از زیرخانواده شاه‌تره‌واران است.